# Kurt Aebli
Kurt Aebli (ur. 20 października 1955 w Rüti ZH) – szwajcarski pisarz.
Studiował germanistykę, historię i etnologię na Uniwersytecie w Bazylei. Mieszkał później w Wiedniu i Paryżu. Obecnie mieszka w okolicach Zurychu. W 1991 i 1996 zdobył Ingeborg-Bachmann-Preis. Uprawia głównie lirykę i krótkie formy prozatorskie.

## Prace
- Der perfekte Passagier. Gedichte. Nachtmaschine, Basel 1983, ISBN 3-905010-01-X (błędny nr ISBN)
- Die Flucht aus den Wörtern. Prosa. Rauhreif, Zürich 1983, ISBN 3-907764-01-3
- Die Vitrine. Erzählungen. Rauhreif, Zürich 1988, ISBN 3-907764-10-2
- Küß mich einmal ordentlich. Prosa. Suhrkamp, Frankfurt am Main 1990, ISBN 3-518-11618-5
- Mein Arkadien. Prosa. Suhrkamp (edition suhrkamp 1885), Frankfurt am Main 1994, ISBN 3-518-11885-4
- Frederik. Erzählung. Suhrkamp, Frankfurt am Main 1997, ISBN 3-518-40848-8
- Die Uhr. Gedichte. Suhrkamp (edition suhrkamp 2186), Frankfurt am Main 2000, ISBN 3-518-12186-3
- Ameisenjagd. Gedichte. Suhrkamp (edition suhrkamp 2331), Frankfurt am Main 2004, ISBN 3-518-12331-9
- Der ins Herz getroffene Punkt. Engeler, Basel 2005, ISBN 3-905591-87-1
- Ich bin eine Nummer zu klein für mich. Gedichte. Engeler, Basel 2007, ISBN 978-3-938767-28-3
- Der Unvorbereitete. Engeler, Basel 2009, ISBN 978-3-938767-67-2